# مورغان هايوارد
مورغان هايوارد (بالإنجليزية: Morgan Hayward)‏ هو لاعب دوري الرغبي نيوزيلندي، ولد في 28 أغسطس 1890، وتوفي في 21 أكتوبر 1971.